# اچ‌ام‌اس مانیکا
اچ‌ام‌اس مانیکا (به انگلیسی: HMS Manica) یک کشتی بود که طول آن ۲۶۲ فوت (۸۰ متر) بود. این کشتی در سال ۱۹۰۰ ساخته شد.